# Ḥulwān
Ḥulwān es un distrito de la gobernación de El Cairo, Egipto. En 2021 tenía una población estimada de 548 919 habitantes.
Se encuentra ubicado en el centro-norte del país, cerca de la ribera oriental del río Nilo.